# Trobriand-Tanzschild
Der Trobriand-Tanzschild, eigentlich Kaydebu, auch Kaydiba oder Kaideba, nach dem gleichnamigen Tanz benannt, ist eine Schutz- und Zeremonialwaffe der Trobriand-Inseln, Papua-Neuguinea.

## Beschreibung
Der Trobriand-Tanzschild besteht aus Holz, als Griff dient ein runder Stock, der über die ganze Länge des Schildes läuft. In der Mitte ist er verbreitert und dient als Abstandhalter zwischen den beiden Schildteilen. Der Schild ist ähnlich einem Paddel gearbeitet und auf der Vorderseite mit durchbrochenen Schnitzereien verziert. Diese Schnitzereien sind ein zweidimensional ausgeführtes Flachrelief. Nach der Fertigstellung werden sie mit Kalk überzogen und bemalt.
Die roten, hakenförmigen Malereien stellen unter anderem einen stark stilisierten Schnabel des Nashornvogels (Bucerotidae) dar. Die Ausbuchtungen an der Unterseite der „Paddel“ haben Ähnlichkeit mit einem Schlangenkopf, der mit geöffnetem Maul und herausgestreckter Zunge abgebildet ist, in der Trobriand-Mythologie ein Symbol des Penis.
Die Männer benutzen den Schild beim Tanz, um die Aufmerksamkeit der Frauen zu erregen und sich selbst als schön und kräftig darzustellen. Die Frauen benutzen diese Gelegenheit, um bei den Tänzen Ausschau nach einem möglichen Partner zu halten.

## Kaydebu
Der Anthropologe Bronislaw Malinowski stellte in seinem Werk Argonauten des westlichen Pazifik 1922 erstmals die Verwendung dieses geschnitzten Tanzschildes bei den Rundtänzen vor.